# Amin Younes
Amin Younes (nascut el 6 d'agost de 1993) és un futbolista professional alemany d'origen libanès que juga com a davanter per la SSC Napoli de la Serie A i per la selecció alemanya de futbol. És un davanter tècnic, i té un bon regat i visió de joc.

## Palmarès
Jong Ajax
- 1 Eerste Divisie: 2017-18.

SSC Napoli
- 1 Copa italiana: 2019-20.

Selecció alemanya
- 1 Copa Confederacions: 2017.